# Chèvreville (Oise)
Chèvreville és un municipi francès, situat al departament de l'Oise i a la regió dels Alts de França. L'any 2007 tenia 465 habitants.

## Demografia

### Població
El 2007 la població de fet de Chèvreville era de 465 persones. Hi havia 155 famílies de les quals 24 eren unipersonals (16 homes vivint sols i 8 dones vivint soles), 44 parelles sense fills, 75 parelles amb fills i 12 famílies monoparentals amb fills.
La població ha evolucionat segons el següent gràfic:
Habitants censats

### Habitatges
El 2007 hi havia 173 habitatges, 162 eren l'habitatge principal de la família i 11 estaven desocupats. 168 eren cases i 4 eren apartaments. Dels 162 habitatges principals, 129 estaven ocupats pels seus propietaris, 31 estaven llogats i ocupats pels llogaters i 2 estaven cedits a títol gratuït; 3 tenien dues cambres, 18 en tenien tres, 53 en tenien quatre i 88 en tenien cinc o més. 126 habitatges disposaven pel capbaix d'una plaça de pàrquing. A 63 habitatges hi havia un automòbil i a 89 n'hi havia dos o més.

### Piràmide de població
La piràmide de població per edats i sexe el 2009 era:
| Homes | Edats   | Dones |
| ----- | ------- | ----- |
| 0     | 95 o +  | 0     |
| 4     | 90 a 94 | 0     |
| 0     | 85 a 89 | 4     |
| 0     | 80 a 84 | 4     |
| 8     | 75 a 79 | 4     |
| 4     | 70 a 74 | 4     |
| 4     | 65 a 69 | 4     |
| 4     | 60 a 64 | 8     |
| 4     | 55 a 59 | 16    |
| 36    | 50 a 54 | 16    |
| 20    | 45 a 49 | 24    |
| 4     | 40 a 44 | 20    |
| 20    | 35 a 39 | 20    |
| 16    | 30 a 34 | 12    |
| 12    | 25 a 29 | 4     |
| 20    | 20 a 24 | 8     |
| 24    | 15 a 19 | 16    |
| 24    | 10 a 14 | 24    |
| 8     | 5 a 9   | 16    |
| 4     | 0 a 4   | 8     |

## Economia
El 2007 la població en edat de treballar era de 331 persones, 251 eren actives i 80 eren inactives. De les 251 persones actives 239 estaven ocupades (139 homes i 100 dones) i 12 estaven aturades (4 homes i 8 dones). De les 80 persones inactives 22 estaven jubilades, 29 estaven estudiant i 29 estaven classificades com a «altres inactius».

### Ingressos
El 2009 a Chèvreville hi havia 161 unitats fiscals que integraven 464 persones, la mediana anual d'ingressos fiscals per persona era de 22.389 €.

### Activitats econòmiques
Dels 12 establiments que hi havia el 2007, 1 era d'una empresa extractiva, 5 d'empreses de construcció, 2 d'empreses de comerç i reparació d'automòbils, 1 d'una empresa de transport i 3 d'empreses immobiliàries.
Dels 4 establiments de servei als particulars que hi havia el 2009, 1 era un paleta, 1 guixaire pintor, 1 electricista i 1 empresa de construcció.
L'únic establiment comercial que hi havia el 2009 era una floristeria.
L'any 2000 a Chèvreville hi havia 6 explotacions agrícoles que ocupaven un total de 1.416 hectàrees.

## Equipaments sanitaris i escolars
El 2009 hi havia 2 escoles elementals integrades dins de grups escolars amb les comunes properes formant escoles disperses.

## Poblacions més properes
El següent diagrama mostra les poblacions més properes.